# Conde de Dunraven y Mount-Earl

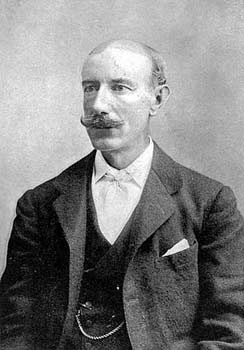
Windham Wyndham-Quin, cuarto conde de Dunraven y Mount-Earl

Earl of Dunraven y Mount-Earl (generalmente conocido como Earl of Dunraven) era un título en Peerage of Ireland. Fue creado el 5 de febrero de 1822 para Valentine Quin, 1.er vizconde Mount-Earl.  Quin ya se había iniciado como barón de Adare en el condado de Limerick, en el Baronetage de Irlanda, en 1781, Barón Adare, de Adare en el condado de Limerick, el 31 de julio de 1800, y el vizconde de Monte-conde el 3 de febrero de 1816.  Fue nombrado vizconde Adare en 1822 al mismo tiempo que le fue otorgado el oído.  Los últimos títulos de peerage también estaban en el Peerage de Irlanda. Los Quins eran inusuales entre las familias terratenientes irlandesas en esa época en que eran de origen gaélico, aunque se casaron con familias angloirlandesas como los Widenhams de Kildimo y los Dawsons de Dublín. 
Su hijo, el segundo conde, representó al Condado de Limerick en la Cámara de los Comunes desde 1806 hasta 1820 y también se sentó en la Cámara de los Lores como un Representante irlandés desde 1839 hasta su muerte en 1850.  En 1815, el segundo conde asumió por licencia real el apellido de soltera de su esposa, Wyndham, además del de Quin.  Su hijo mayor, el tercer conde, se sentó como miembro conservador del parlamento para Glamorganshire desde 1836 hasta 1850 y también se desempeñó como lugarteniente del condado de Limerick desde 1864 hasta 1871.  En 1866, Dunraven recibió el título adicional de Barón Kenry, de Kenry en el Condado de Limerick, en el Peerage del Reino Unido. 
Fue sucedido por su hijo, el cuarto Conde, quien sirvió en el gobierno conservador de Lord Salisbury como Subsecretario de Estado para las Colonias desde 1885 hasta 1886.  Miembro del Partido Sindicalista Irlandés, fue también lugarteniente del condado de Limerick desde 1894 hasta 1926.  Cuando el secretario en jefe de Irlanda, George Wyndham, convocó una Conferencia de Tierras en 1902, Lord Dunraven era el presidente en representación del lado de los propietarios y, junto con William O'Brien, desempeñó un papel decisivo para lograr un acuerdo sobre la promulgación de la Ley de Compra de Tierras de Wyndham (1903).) que permitía a los inquilinos comprar tierras de sus propietarios bajo disposiciones financieras favorables.  Fue senador del Estado Libre de Irlanda desde 1922 hasta 1926.  No tenía herederos varones y, tras su muerte, la baronía de Kenry se extinguió.  The Fourth Earl publicó sus memorias Pasados tiempos y pasatiempos en 1922 (Hodder y Stoughton).  Fue sucedido en los otros títulos por su primo, el quinto conde.  Anteriormente había representado a South Glamorganshire en el Parlamento como un conservador desde 1895 hasta 1906.  Los títulos se extinguieron cuando el séptimo conde murió el 25 de marzo de 2011 en su residencia, Kilgobbin House.
El asiento de la familia hasta la muerte del séptimo Earl fue Kilgobbin House, en Adare, Irlanda. El asiento anterior era la mansión palaciega de Adare en el condado Limerick.  Adare Manor fue vendida por la familia Dunraven en 1982 y ahora es un hotel de lujo.  La casa de la familia Dunraven en el sur de Gales, Dunraven House en Dunraven Bay, cerca de Bridgend, ya no existe aparte de los jardines amurallados y algunos pisos y escalones.  El castillo de Dunraven, como se llamaba a menudo, fue demolido en 1963 después de haber sido utilizado como casa de huéspedes durante algunos años.  En la Primera y Segunda Guerras Mundiales, la casa sirvió como un hospital militar. 
El Conde de Dunraven llegó a lo que se convertiría en Estes Park, Colorado, a fines de diciembre de 1872, visitó varias veces y decidió tomar el valle para su coto de caza privado.  Su apropiación de tierras no funcionó, pero controló 6,000 acres antes de cambiar de táctica y abrir el primer recurso del área, el Estes Park Hotel, que fue destruido por un incendio en 1911. 

## Condes de Dunraven y Monte Earl (1822)
- Valentine Richard Quin, primer conde de Dunraven y Mount-Earl (1752–1824)
- Windham Henry Quin, segundo conde de Dunraven y Mount-Earl (1782–1850)
- Edwin Richard Wyndham-Quin, tercer conde de Dunraven y Mount-Earl (1812–1871)
- Windham Thomas Wyndham-Quin, cuarto conde de Dunraven y Mount-Earl (1841–1926)
- Windham Henry Wyndham-Quin, quinto conde de Dunraven y Mount-Earl (1857–1952)
- Richard Southwell Windham Robert Wyndham-Quin, sexto conde de Dunraven y Mount-Earl (1887–1965)
- Thady Windham Thomas Wyndham-Quin, séptimo conde de Dunraven y Mount-Earl (1939–2011)